# Loxosceles laeta
Loxosceles laeta ist eine Spinne aus der Familie der Sechsäugigen Sandspinnen (Sicariidae oder Loxoscelidae) mit Vorkommen vor allem in Südamerika, dort vor allem Chile – daher die landläufige Bezeichnung als „chilenische Winkelspinne“ (spanisch araña de rincón chilena) oder „chilenische Einsiedlerspinne“ (englisch Chilean Recluse Spider). Der spanische Name weist auf ihr Vorkommen in dunklen Ecken und Winkeln z. B. von Schränken oder Zimmern hin. Entgegen der Bezeichnung gehört sie nicht zur taxonomischen Gattung der Tegenaria (Winkelspinnen).
Loxosceles laeta gehört zu den für den Menschen lebensgefährlichen Giftspinnen. Eine bekannte nordamerikanische Verwandte ist Loxosceles reclusa. Allerdings sind auch in Nordamerika Vorkommen von L. laeta gemeldet worden.

## Merkmale
Die Art erreicht im weiblichen Geschlecht eine Körperlänge von 7 bis 15, durchschnittlich etwa 12 Millimeter, die Männchen sind kleiner (6 bis 12 Millimeter). Das Prosoma (oder Carapax) ist durchschnittlich 5,6 Millimeter lang und 4,5 Millimeter breit. Mit ausgestreckten Beinen erreichen die Tiere Durchmesser von 3 bis 5 cm. Prosoma, Beine und Palpen sind von in einem Farbton von gelb über orange bis rotbraun gefärbt, wobei Jungtiere heller sind als ältere, und typischerweise fast einfarbig ohne ausgeprägte Zeichnung. Manchmal ist der vordere Teil um die Augen mit dunkleren Linien gezeichnet; es ergibt sich dann die angedeutete, typische „Violinen“-Zeichnung der Gattung. Das Abdomen ist weiß oder hellgrau gefärbt. Der gesamte Körper ist aber in der Regel recht dicht mit dunklen Haaren bedeckt und wirkt dadurch relativ düster. Die sechs Augen sind verhältnismäßig klein, die beiden Augenreihen stark gekrümmt, so dass die gedachte Verbindungslinie zwischen den Vorderrändern der vorderen Seitenaugen um etwa einen Augendurchmesser hinter den Mittelaugen liegt.
Aus Südamerika sind mindestens 24 Arten der laeta-Gruppe beschrieben. Die Art Loxosceles laeta ist von den meisten verwandten Arten anhand ihrer Beinformel 4213 unterscheidbar, d. h. das vierte Beinpaar ist am längsten, gefolgt vom zweiten, ersten und dritten. Typisch für alle Arten der laeta-Artengruppe ist die Form der letzten Beinglieder (Tarsi) der Männchen, die recht schmal ausfallen, in jedem Fall länger als breit und niemals in einen gerundeten Lappen verbreitert sind. Sicher ist Loxosceles laeta von ähnlichen Arten nur anhand ihrer Sexualmerkmale unterscheidbar: Beim Männchen ist der Embolus des Palpus sehr kurz, nicht länger als die Länge des Bulbus, und die Tibia des Palpus ist mehr als doppelt so lang wie breit. Von anderen in Nord- und Mittelamerika vorkommenden Arten ist die Art außerdem auch durch den Schlüssel von Gertsch und Ennik (1983)  unterscheidbar. Wie ihre Verwandten bewegt sich die Spinne in der Regel sehr schnell und agil.

## Biologie
Die Lebensweise der Art entspricht derjenigen der anderen Arten der Gattung. Es sind nachtaktive Jäger, die frei jagen und keine Netze zum Beuteerwerb spinnen. Sie nutzen ihre Spinnenseide, um einen Schlupfwinkel in einer Spalte oder einem Hohlraum anzulegen, in dem sie die Tagstunden verbringen. Die Tiere erreichen Geschlechtsreife nach einem Jahr und können anschließend zwei bis vier Jahre, im Labor bis sieben Jahre, alt werden. Sie können mehr als ein Jahr ohne Nahrung überleben.

## Verbreitung
Die Art ist im Westen Südamerikas sehr häufig (Chile, Peru und Ecuador), wo auch ihre ursprüngliche Heimat angenommen wird. Durch Handel und Verkehr wurde sie auch in andere Regionen verschleppt. Heute ist sie in ganz Süd- und Mittelamerika von Argentinien bis Belize anzutreffen. In Chile ist sie die einzige Vertreterin ihrer Gattung, während in Argentinien auch Loxosceles gaucho und in Brasilien Loxosceles intermedia auftreten und in Nordamerika Loxosceles reclusa dominiert. Im Mittelmeerraum ist Loxosceles rufescens anzutreffen. Loxosceles-Arten leben meist in menschlichen Behausungen oder deren unmittelbarer Nähe. In Santiago de Chile ist nach älteren Erhebungen (1963) etwa jeder dritte Haushalt betroffen; andere Untersuchungen haben die Art in etwa 40 % der Haushalte in städtischen Siedlungsgebieten Chiles und etwa 25 % der Häuser auf dem Land nachgewiesen. Der Unterschied wird auf die stärkere Präsenz von Scytodes globula (Tigerspinne) in ländlichen Haushalten zurückgeführt, einem natürlichen Feind der Loxosceles laeta. Generell wird in Ratgeberliteratur und Bevölkerungsinformationen heute von einem Vorkommen der Spinne in praktisch jedem chilenischen Haushalt ausgegangen und entsprechende Vorsorge angemahnt. Die Spinne tritt in der sommerlichen Jahreszeit deutlich häufiger in Erscheinung als im Winter.
In Nordamerika ist die Art selten und ihr Vorkommen beschränkt sich vermutlich auf beheizte Gebäude. Funde in Lagerräumen und Kellern sind seit 1960 dokumentiert. In der Gegend um die San Francisco Bay in Kalifornien sind große Populationen in unterirdischen Tunneln der Versorgungssysteme von Einkaufszentren (shopping malls) bekannt; Begegnungen mit Menschen oder Vergiftungsfälle kommen hier allerdings so gut wie nie vor. 1972 wurde Loxosceles laeta auch in Finnland im Erdgeschoss des Naturhistorischen Museums in Helsinki gefunden.

## Bissunfälle und Giftigkeit
Loxosceles laeta gilt als die Loxosceles-Art mit dem gefährlichsten Biss, zumal kein echtes Antidot bekannt ist. Da sie nachtaktiv und nicht aggressiv ist, sind Bisse allerdings relativ selten. Nach Angaben der chilenischen Gesundheitsbehörden wurden zwischen 1985 und 1995 insgesamt 43 Todesfälle durch Spinnenbisse (Loxosceles laeta und Latrodectus mactans) gezählt. Die meisten Bissunfälle finden im Schlafzimmer beim Ankleiden oder während des Schlafes im Bett statt. Betroffen sind in den meisten Fällen das Gesicht oder die Gliedmaßen. Der Biss ist sehr schmerzhaft, wird als plötzliches Stechen oder Brennen wahrgenommen und bleibt in aller Regel nicht unbemerkt. Innerhalb von zwei bis achtzehn Stunden nach dem Biss entwickeln sich in der Umgebung der Bissstelle immer stärkere Schmerzen. Das Gift verursacht schwere Gewebeschäden und kann zum Tod durch Leberversagen führen. Die Sterblichkeit wird mit drei bis vier Prozent der Gebissenen angegeben. Die Stärke der Giftwirkung wird maßgeblich davon beeinflusst, wie lange die Spinne vor dem Biss gefastet hat (je länger die letzte Nahrungsaufnahme zurückliegt, desto giftiger wirkt ein Biss). Ausprägung und Schwere der Vergiftungssymptome hängen auch von der Disposition der Betroffenen ab, generell fallen die Symptome bei Kindern besonders schwer aus.
Zur Vermeidung von Bissen wird empfohlen, vor allem dunkle und bewegungsarme, kaum berührte Ecken und Schlupfwinkel in Wohnräumen und Schränken tagsüber und besonders im Sommer regelmäßig mit dem Staubsauger zu reinigen und an entsprechenden Stellen Insektizid auszubringen. Kleidungsstücke aus selten benutzten Schrankbereichen sollen vor dem Ankleiden ausgeschüttelt werden. Im Schlafzimmer sollten Betten nicht unmittelbar an der Zimmerwand platziert sein. Auch am Arbeitsplatz sind in dunklen, wenig genutzten Bereichen Schutzmaßnahmen notwendig. Wie bei allen Spinnenbissen wird dringend empfohlen, das Tier nach einem Biss nach Möglichkeit einzufangen und in einem geschlossenen Glasbehälter mit in die Krankenhausambulanz zu bringen, damit die Art und das benötigte Gegengift zuverlässig bestimmt werden können. Die Hauptgefährdungszeit durch Loxosceles laeta beginnt in Chile etwa ab Oktober und dauert sechs bis acht Monate.